# Бежаћемо чак у Лику
„Бежаћемо чак у Лику” је југословенски кратки ТВ филм из 1979. године. Режирао га је Мирослав Јокић који је написао и сценарио по делу Бранка Ћопића.

## Улоге
| Глумац      | Улога |
| ----------- | ----- |
| Јосиф Татић |       |